# Red Clump Star

Theoretisches Hertzsprung-Russell-Diagramm für die Entwicklung von Sternen mit unterschiedlicher Masse. Die Red Clump Stars sind mit der Abkürzung RC an der grünen Entwicklungslinie markiert.

Red Clump Stars (deutsch: Roter Klumpen-Sterne) sind entwickelte metallreiche Sterne mit einem heliumbrennenden Kern im Hertzsprung-Russell-Diagramm und entsprechen den Sternen des Horizontalastes der Population II. Sie werden aufgrund der geringen Abhängigkeit ihrer Leuchtkraft von der Metallizität zur astronomischen Entfernungsbestimmung benutzt.

## Entwicklung
Nach dem Ende des zentralen Wasserstoffbrennens auf der Hauptreihe entwickelt sich bei Sternen mittlerer Masse mit 0,5 bis 2,5 Sonnenmassen zunächst ein schalenförmiges Wasserstoffbrennen, während sich die Asche der thermonuklearen Reaktionen im Kern des Sterns ansammelt. Der Stern entwickelt sich entlang des Roten Riesenastes zu höheren Leuchtkräften und niedrigen effektiven Temperaturen. Dabei steigt der Druck und die Temperatur im Kern an, bis ein stabiles Heliumbrennen zündet. In Abhängigkeit von der Metallizität der Sterne wandern metallarme Sterne aufgrund der geringen Opazität in den Bereich höherer Temperaturen und bilden einen Horizontalast im Farben-Helligkeits-Diagramm. Metallreiche Sterne der Population I bleiben dagegen Rote Riesen und bilden im HR-Diagramm einen stark besetzten Roten Klumpen, da die Sterne während der Phase des zentralen Heliumbrennens an dieser Position verharren.

## Entfernungsbestimmung
Im Infraroten unterliegen die absoluten Helligkeiten der Red Clump Stars nur einer geringen Streuung. Die absolute Helligkeit MK beträgt −1,54 bis −1,57 über eine Altersspanne von 0,31 bis 8 Milliarden Jahren für solare Häufigkeiten. Diese geringe Streuung in Kombination mit einer geringen Extinktion im mittleren Infrarot macht die Red Clump Stars zu einem bevorzugten Mittel der Entfernungsbestimmung. Sie werden zur Analyse von Strukturen innerhalb der Milchstraße und der lokalen Gruppe verwendet.

## Beispiele
- Deneb Kaitos
- Gamma Microscopii
- Iota Antliae